# Fabronia congolensis
Fabronia congolensis là một loài Rêu trong họ Fabroniaceae. Loài này được Cardot mô tả khoa học đầu tiên năm 1909.